# 罗卡定律
罗卡定律，也称罗卡交换定律，是法国法医学家、犯罪学家埃德蒙·罗卡（Edmond Locard）创建的，其理论在于“凡两个物体接触，必会产生转移现象”（with contact between two items, there will always be an exchange）。其用于犯罪现场调查中，行为人（犯罪嫌疑者）必然会带走一些东西，亦会留下一些东西。即现场必会留下微量迹证。

## 介绍
|                                                                                  | 他站过的所有角落，他碰过的所有器物，他留下的所有东西，即使毫无意识，也会成為对抗他的沉默证人。不仅是他的指纹和脚印，他的头发、他衣服上的纤维，他碰碎的玻璃，他使用工具留下的痕跡，他刮去的涂料，他遺留或采集的血液或精液。这些种种或者更多，都支撑着对抗他的沉默见证。这些证据不会遺忘，不会因刺激时刻而混淆，它不会像人证一樣消失。它是事实存在的证据。物理性证据是不会有差错的，它不会做伪证，它不会完全消失。只有無法寻找、学习和理解的人，才会减损它的价值。 |
| ——Paul L. Kirk，Crime Investigation: Physical Evidence and the Police Laboratory | |

碎片或微量迹证（trace evidence）是一种犯罪现场的物体存留或物体消亡调查方式，其中包括对鞋或者地板覆盖物、土壤或纤维等外来物。
在实践操作中，从犯罪现场提取的碎片或微量迹证可以用来指证罪犯罪行。通常由法医或警察进行现场提取，有时需要对现场、被害人或其他证据进行摄像记录或照片拍摄。如果必要，弹道检验（主要是弹痕）也可能进行提取。

## 含义
这一理论涉及的物质交换是广义上的，可分为三种类型：
（一）痕迹性物质交换。即人体与物体接触后发生的表面形态的交换。如犯罪现场留下的指纹、足迹、作案工具痕迹以及因搏斗造成的咬痕、抓痕等。
（二）实物性物质交换，又可分为有形物体的物质交换和无形物体的物质交换。前者包括微观物体的互换和宏观物体的互换，微观物体的互换指在犯罪过程中出现的微粒脱落、微粒粘走，如纤维、生物细胞的转移，宏观物体的互换指作案人遗留物品于现场或者从现场带走物品等；后者主要指不同气体的互换，如有毒气体与无毒气体的互换、刺激性气味的遗留等。
（三）印象物质交换，人们头脑中留下的对他人和有关物质的反映形象，通常认为是“印象痕迹”。这种印象痕迹主要是通过耳闻目睹所感知的，在感知过程中，感知者与被感知者就是交换关系的客体，感知与被感知就是一种交换关系。在这种交换中产生的印象痕迹，主要是通过陈述来获知的。随着科学技术的发展，人的印象痕迹也有不需要人直接感知，而凭借仪器设备“提取”。如一种叫“热象捕影”的破案方法。根据红外辐射原理，一切物体只要它的温度高于绝对零度，就不断地向四周发射红外辐射，因而能被“红外摄像仪”捕捉到。因此。当罪犯作案时，不可避免地在作案现场留下一个“红外热象”，从而为破案提供依据。

## 意义
物质交换原理有着深厚的科学基础，它反映了客观事物的因果制约规律，体现了能量转换和物质不灭的定律。这一原理对物证技术学有十分重要的指导作用，它是研究微量物证、细致取证的基础。